# Hansom Milde-Meißner
Hansom Milde-Meißner (* 1. April 1899 in Habelschwerdt, Landkreis Habelschwerdt, Provinz Schlesien; † 13. Juli 1983 in Baden-Baden; gebürtig Johannes Friedrich Milde, weitere Schreibvariante: Hanson Milde-Meißner) war ein deutscher Komponist.

## Leben
Der gelernte Apotheker besuchte die Musikhochschule und begann nach dem Ersten Weltkrieg seine künstlerische Laufbahn als Arrangeur und Korrepetitor. Zugleich komponierte er eigene Werke, darunter Klavierkonzerte und Operetten.
Mit Beginn des Tonfilms trat er als Filmkomponist hervor, besonders für die Produktionsfirma Carl Froelichs. Auch die Musik zu dem Klassiker Mädchen in Uniform steuerte er bei.
1943 wurde Milde-Meißner zum Kriegsdienst eingezogen. Nach seiner Entlassung folgten nur noch wenige Spielfilmkompositionen, er arbeitete jetzt vor allem für Dokumentationen und Fernsehproduktionen.

## Filmografie
- 1929: Die Nacht gehört uns
- 1930: Es gibt eine Frau, die Dich niemals vergißt
- 1930: Hans in allen Gassen
- 1930: Brand in der Oper
- 1931: Luise, Königin von Preußen
- 1931: Mädchen in Uniform
- 1932: Liebe auf den ersten Ton
- 1932: Gitta entdeckt ihr Herz (auch Schnitt)
- 1932: Die – oder keine (nur Schnitt)
- 1933: Der Jäger aus Kurpfalz
- 1933: Morgen beginnt das Leben
- 1934: Der kühne Schwimmer
- 1934: Krach um Jolanthe
- 1934: Frühlingsmärchen
- 1934: Ich für dich, du für mich
- 1935: Oberwachtmeister Schwenke
- 1935: Traumulus
- 1936: Wenn wir alle Engel wären
- 1936: Das Schönheitsfleckchen
- 1936: Wenn der Hahn kräht
- 1937: Gabriele: eins, zwei, drei
- 1938: Andalusische Nächte
- 1938: Yvette
- 1938: Die Umwege des schönen Karl
- 1938: Die 4 Gesellen
- 1938: Das Leben kann so schön sein
- 1939: Drei Unteroffiziere
- 1939: Das Gewehr über
- 1940: Sommer, Sonne, Erika
- 1941: Alarm
- 1941: Gleichklang der Bewegung
- 1941: Der Gasmann
- 1943: Ich werde dich auf Händen tragen
- 1946: Einheit SPD-KPD
- 1947: Kein Platz für Liebe
- 1950: Hofball auf dem Eis
- 1950: Zirkus auf dem Eis
- 1950: Drei Mädchen spinnen
- 1955: Reifende Jugend
- 1957: Das kommt nicht wieder vor
- 1959: Hauptstädte Europas: Kopenhagen